# Alan García Chávez
Alan Jorge García Chávez (Ciudad de México, 27 de abril de 1993) es un futbolista mexicano. Juega como mediocampista y su club actual es Chapulineros de Oaxaca de la Liga de Balompié Mexicano.

## Trayectoria
Surgió de las fuerzas básicas del Club Necaxa jugando un tiempo en las fuerzas básicas sub-20 del Deportivo Toluca y jugó en todas las categorías y divisiones con los rayos hasta que haría su debut el miércoles 21 de enero de 2015 en laderrota frente al Club Tijuana partido correspondiente de la Copa México Clausura 2015, y posteriormente haría su debut en el ascenso en la victoria de local frente a Dorados de Sinaloa de la jornada siete, fue subcampeón del ascenso en su temporada de arribo.
Cuenta en su registro hasta el momento 13 partidos oficiales dos de ellos en el Clausura 2015, seis de la Copa México Clausura 2015, uno del presente campeonato y cuatro más de la Copa México Apertura 2015.

### Clubes
| Club                | País                | Año             | Partidos | Goles | Media |
| ------------------- | ------------------- | --------------- | -------- | ----- | ----- |
| Club Necaxa         | México              | 2015 - 2016     | 15       | 0     | 0     |
| AEM Fútbol Club     | México              | 2016 - Presente | 15       | 1     | 0.07  |
| Total en su carrera | Total en su carrera | 2015 - Presente | 30       | 1     | 0.03  |

### Estadísticas Generales
La siguiente tabla detalla los encuentros disputados y los goles marcados en los clubes en los que ha militado.
| Club                     | Temporada           | Liga | Liga | Copas Nacionales (1)* | Copas Nacionales (1)* | Copas Internacionales (2) | Copas Internacionales (2) | Total | Total |
| Club                     | Temporada           | PJ   | G    | PJ                    | G                     | PJ                        | G                         | PJ    | G     |
| ------------------------ | ------------------- | ---- | ---- | --------------------- | --------------------- | ------------------------- | ------------------------- | ----- | ----- |
| Club Necaxa · México     | 2015                | 2    | 0    | 6                     | 0                     | 0                         | 0                         | 8     | 0     |
| Club Necaxa · México     | 2015/16             | 1    | 0    | 6                     | 0                     | 0                         | 0                         | 7     | 0     |
| Club Necaxa · México     | Total               | 3    | 0    | 12                    | 0                     | 0                         | 0                         | 15    | 0     |
| AEM Fútbol Club · México | 2016                | 15   | 1    | -                     | -                     | -                         | -                         | 15    | 1     |
| AEM Fútbol Club · México | Total               | 15   | 1    | -                     | -                     | -                         | -                         | 15    | 1     |
| Total en su carrera      | Total en su carrera | 18   | 1    | 12                    | 0                     | 0                         | 0                         | 30    | 1     |